# 喇嘛湾镇
喇嘛湾镇，是中华人民共和国内蒙古自治区呼和浩特市清水河县下辖的一个乡镇级行政单位。

## 行政区划
喇嘛湾镇下辖以下地区：
跃进村、前进村、红旗村、榆树湾村、樊山沟村、杨西梁村、前什拉村、阴背村和落四坪村。

## 地理位置
喇嘛湾镇位于清水河县西北部，隶属清水河县。北与托克托县毗邻，西与鄂尔多斯市隔黄河相望，整体位置处于呼和浩特、包头、鄂尔多斯“金三角”腹地。镇政府所在地三面环山，一面邻水，素有“水旱码头”之称。

## 面积人口
全镇总面积213平方公里，其中有耕地面积35246亩。辖9个行政村，65个自然村。总人口1.8万人，其中农业人口12226人。镇区内总人口1.2万人。

## 资源条件
境内资源充裕，物产丰富。现已探明和开采的地下矿藏有砂子、黏土、石灰岩、紫砂泥等十几种；农副产品果蔬加工业发达，“黄河牌”果丹皮、山楂片、果脯以及脱水蔬菜，远销国内外人文旅游资源众多，宏伟迤逦的黄河，风光秀美的“君子津渡口”、传说中的“雷音寺”，古老神秘的黄河文化原始时期遗址等旅游景点闻名遐尔，都以其特有的张光水色吸引着八方来客。

## 基础设施
镇政府所在地坐落在黄河东畔，地上、地下水资源较为丰富，水质良好；交通运输业发达，个体营运车辆打5000多辆；境内公路四通八达，103省道、淮兴重载公路、清喇公路、沿黄河公路贯穿境内，村级道路互相交织，形成了沟通四面八方的交通网络；旧街道硬化、自来水管网改造、农网改造工程全面完成，污水处理厂，地下综合管网工程、集中供热工程正在实施，通讯网络覆盖全镇。

## 历史典故
喇嘛湾镇位于黄河中上游，是一个有着悠久历史的文明古镇。杂牌在西汉时期就是祯陵县所在地，设西部都尉治，属云中郡（今托克托县）。
在托克托县垮台东南六十公里与清河水县交界处有一黄河渡口，古名叫“君子津”。为什么叫君子津呢？据《资治通通鉴》记载：东汉桓帝刘志（公元147至167年）到西部榆中（今伊盟准格尔旗一带）去巡视，而后又转向东行到代地（今河北省北部）。当时，有一位洛阳的大商人，携带着许多金银货物，跟随在桓帝的后面同行。因夜间行路迷失了方向，投奔到附近黄河渡口的津长那里，要求渡河。津长吩咐子封土送商人渡河。不料，商人突然发病死亡，这痊津长便把他的尸体埋葬了。商人的儿子得知父亲死亡的消息，便远道前来寻找父亲遗体，当打开墓穴取出尸体后，见到父亲带的金银货物原封不动，没有丝毫损失。其子对津长的高尚品质甚为感激，便拿出父亲带的全部金银赠送津长，津长拒不接受。这件事被桓帝听到以后，称赞这位津长：“真是品德高尚的正人君子啊！”从此以后，人们就把这个渡口叫做“君子津”。
喇嘛湾是清水河县最北边的一个镇，位于黄河中上游分界处的大拐弯处，是晋陕蒙大峡谷的起点，两岸崇山峻岭地势险要，自古是兵家必争之地。
1938年初，日寇侵占了喇嘛湾。为了加强对黄河沿线的控制，防止驻扎在黄河对岸的抗日部队过河袭击，除征集几百名民工在凤凰山上修建了供日本人驻扎的炮台外，还沿着黄河畔修了多个土工事，由伪蒙古军第十五骑兵团防守。民工整天刨山运石，还天天被日本监工鞭打，有的被鞭打而死，有的累得生了病后被扔进山沟里喂了狼狗，壕沟里尸骨遍地惨不忍睹，连沟里的土也变成了红色，老百姓至今还把这条渗满中国人民鲜血的壕沟叫“杀人壕”。
日寇侵占喇嘛湾后，烧杀虏掠奸淫妇女无恶不作，引起当地人民的坚决反抗，留下了许多可歌可泣的抗日故事。